# Henk Blomvliet
Henk Blomvliet (Amsterdam, 24 febbraio 1911 – Amsterdam, 14 marzo 1980) è stato un calciatore olandese, difensore della Nazionale olandese.

## Carriera
A livello di club, Blomvliet ha giocato tra le file dell'Ajax dal 1932 al 1947, con cui ha vinto quattro campionati olandesi e una Coppa d'Olanda.
Ha giocato anche due partite con la maglia della Nazionale olandese, la prima il 26 febbraio 1939 a Rotterdam contro l'Ungheria e la seconda il 19 marzo dello stesso anno ad Anversa contro il Belgio.

## Statistiche

### Cronologia presenze e reti in Nazionale
| Cronologia completa delle presenze e delle reti in nazionale ― Paesi Bassi | Cronologia completa delle presenze e delle reti in nazionale ― Paesi Bassi | Cronologia completa delle presenze e delle reti in nazionale ― Paesi Bassi | Cronologia completa delle presenze e delle reti in nazionale ― Paesi Bassi | Cronologia completa delle presenze e delle reti in nazionale ― Paesi Bassi | Cronologia completa delle presenze e delle reti in nazionale ― Paesi Bassi | Cronologia completa delle presenze e delle reti in nazionale ― Paesi Bassi | Cronologia completa delle presenze e delle reti in nazionale ― Paesi Bassi |
| Data                                                                       | Città                                                                      | In casa                                                                    | Risultato                                                                  | Ospiti                                                                     | Competizione                                                               | Reti                                                                       | Note                                                                       |
| -------------------------------------------------------------------------- | -------------------------------------------------------------------------- | -------------------------------------------------------------------------- | -------------------------------------------------------------------------- | -------------------------------------------------------------------------- | -------------------------------------------------------------------------- | -------------------------------------------------------------------------- | -------------------------------------------------------------------------- |
| 26-2-1939                                                                  | Rotterdam                                                                  | Paesi Bassi                                                                | 3 – 2                                                                      | Ungheria                                                                   | Amichevole                                                                 | -                                                                          |                                                                            |
| 19-3-1939                                                                  | Anversa                                                                    | Belgio                                                                     | 5 – 4                                                                      | Paesi Bassi                                                                | Amichevole                                                                 | -                                                                          |                                                                            |
| Totale                                                                     |                                                                            | Presenze                                                                   | 2                                                                          |                                                                            | Reti                                                                       | 0                                                                          |                                                                            |

## Palmarès
- Campionati olandesi: 4

Ajax: 1933-1934, 1936-1937, 1938-1939, 1946-1947
- KNVB beker: 1

Feyenoord: 1942-1943